# 결혼 이야기 (2002년 드라마)
《결혼 이야기》는 KBS 2TV에서 방송되었던 드라마 작품이다.

## 기획 의도
실제 커플들의 러브스토리의 사연을 바탕으로 어느 사랑 이야기보다도 더 리얼한 드라마 작품이다.

## 방송 시간
| 방송 채널 | 방송 기간                         | 방송 시간                                   |
| --------- | --------------------------------- | ------------------------------------------- |
| KBS 2TV   | 2002년 11월 3일 ~ 2003년 11월 2일 | 매주 일요일 아침 8시 30분 ~ 9시 20분        |
| KBS 2TV   | 2015년 1월 1일 ~ 2015년 2월 12일  | 매주 월요일 ~ 목요일 밤 8시 30분 ~ 8시 55분 |

## 진행자
| 대수 | 진행자        | 진행 기간                         |
| ---- | ------------- | --------------------------------- |
| 1대  | 임백천        | 2002년 11월 3일 ~ 2003년 11월 2일 |
| 2대  | 고민정 조기영 | 2015년 1월 1일 ~ 2015년 2월 12일  |

## 방송 회차
2002년
| 회차 | 방송일    | 제목                        | 극본   | 연출   | 출연                                                                                | 영상 |
| ---- | --------- | --------------------------- | ------ | ------ | ----------------------------------------------------------------------------------- | ---- |
| 1    | 11월 3일  | 우연한 첫만남이 결혼까지... |        |        |                                                                                     |      |
| 2    | 11월 10일 | 전쟁같은 사랑               |        |        |                                                                                     |      |
| 3    | 11월 17일 | 사랑한다는 이유로           |        |        | 허정규, 김혜경                                                                      |      |
| 4    | 11월 24일 | 사랑사기꾼                  | 한준영 | 염현섭 | 박영희 정재곤 서원섭                                                                |      |
| 5    | 12월 1일  | 형부가 여보가 된 이유       |        |        |                                                                                     |      |
| 6    | 12월 8일  | 설렁탕 부부                 | 김진수 | 김평중 | 정상훈 김지은 이춘식 이일웅 이한위 이다혜 최미영 조영돈 김희정                      |      |
| 7    | 12월 15일 | 남남북녀                    | 고봉황 | 신현수 | 김혜영 박형재 박주아 서우림 황범식 송희남 한영숙 강신조 전해룡 김미진 김연효 고한준 |      |
| 8    | 12월 22일 | 나 어떡해                   |        |        |                                                                                     |      |
| 9    | 12월 29일 | 왕치와 멸치의 사랑이야기    |        |        | 정성화 김성은                                                                       |      |

2003년
| 회차 | 방송일    | 제목                                    | 극본   | 연출   | 출연 | 영상 |
| ---- | --------- | --------------------------------------- | ------ | ------ | --- | ---- |
| 10   | 1월 5일   | 한다면 한다                             |        |        | |      |
| 11   | 1월 12일  | 관상남녀                                | 성주현 | 전기상 | 엄지원 김수근 장태성 염현희 양동재 윤용현                                                                              |      |
| 12   | 1월 19일  | 깡패사위 경찰장인                       |        |        | |      |
| 13   | 1월 26일  | 내사랑 캔디                             |        |        | |      |
| 14   | 2월 9일   | 미워도 다시한번                         |        |        | |      |
| 15   | 2월 16일  | 범생이의 첫사랑                         | 조미향 | 전기상 | 정소영 조안 연운경 서학 조양자 안성민 조달환 배진아 신현숙 이재민 정의범                                               |      |
| 16   | 2월 23일  | 믿는 도끼에 발등 찍히다                 |        |        | |      |
| 17   | 3월 2일   | 붕어빵 사랑                             |        |        | |      |
| 18   | 3월 9일   | 내 사랑 은행강도                        |        |        | |      |
| 19   | 3월 16일  | 군인의 딸과 결혼하는 방법               |        |        | |      |
| 20   | 3월 23일  | 비행소녀와 함께 계란을 먹다             |        |        | 김정민 임예원 |      |
| 21   | 3월 30일  | 벗어야 산다!                            | 고봉황 | 이덕건 | 이정호 이선정 김지영                                                                                                   |      |
| 22   | 4월 6일   | 마드무아젤 뚜, 사랑에 빠지다!           | 염일호 | 고영탁 | 이주나 고명환 서우림 장정희 김미라 차영옥 한미진                                                                       |      |
| 23   | 4월 13일  | 왼쪽으로 가는 여자 오른쪽으로 가는 남자 | 김민주 | 김형일 | 임유진 정의갑 손종범 허정규 오성열                                                                                     |      |
| 24   | 4월 20일  | 윌리엄텔, 사랑을 쏘다                   | 고봉황 | 이성주 | 정은표 황은하 남윤정 송석호 오지혜 윤용현 김덕현 오지영 서동수 김명훈 민성호 강경덕 이민혁 이동옥 유한홍 오지현 박주예 |      |
| 25   | 4월 27일  | 구두닦이의 사랑                         |        |        | |      |
| 26   | 5월 4일   | 해피투게더                              | 염일호 | 전성홍 | 김현주 박진성 김경숙 한벽군 원덕현 이미숙 경선                                                                         |      |
| 27   | 5월 11일  | 나의 사랑 나의 오빠                     |        |        | |      |
| 28   | 5월 18일  | 공주, 스토커를 사랑하다                 |        |        | |      |
| 29   | 5월 25일  | 목욕탕 연가                             |        |        | |      |
| 30   | 6월 1일   | 내사랑 마녀                             | 정우철 | 최지영 | 임예원 최영재 정희태 정경숙 정재은 오지영 윤지민 이한위 최은석 오종훈 정원중 김선화 송수연 이호우 김성영               |      |
| 31   | 6월 8일   | 베로니카의 사랑                         |        |        | |      |
| 32   | 6월 15일  | 사랑은 시간을 멈추게 한다               |        |        | |      |
| 33   | 6월 22일  | 궁합이 뭐길래                           |        |        | 배민희, 안홍지, 우승                                                                                                   |      |
| 34   | 6월 29일  | 퇴짜맞기 작전                           |        |        | |      |
| 35   | 7월 6일   | 그래서 난 아이스맨과 결혼했다           | 노율   | 이재상 | 정애연 박형재 안해숙 구자미 이한위 이지희 서윤재 박규점 장대지 박소연 박상언 최수미 이성주                             |      |
| 36   | 7월 13일  | 낭만늑대                                | 정영선 | 황의경 | 정성화 김나운 사미자 이미숙 이성주 이화진 민병애 김인득 최성웅 조병곤 김홍수 최은석 이인영 김수현                      |      |
| 37   | 7월 20일  | 사랑을 소매치기하다                     | 고봉황 | 이덕건 | 이유정 김승현 정의갑 박정우 신귀식 김헤라 박팔영 현숙희 서지혜 곽여진 김성근 강종영 홍여진 신혜란 윤여운               |      |
| 38   | 7월 27일  | 내겐 너무 예쁜 당신                     |        |        | 양혜승 허정규 |      |
| 39   | 8월 3일   | 악녀와 바람둥이                         |        |        | |      |
| 40   | 8월 10일  | 하늘이 선택한 사랑                      |        |        | |      |
| 41   | 8월 17일  | 못말리는 남자                           |        |        | |      |
| 42   | 8월 24일  | 처녀농군 바람났네                       |        |        | |      |
| 43   | 8월 31일  | 숭늉과 블랙커피                         |        |        | |      |
| 44   | 9월 7일   | 사랑의 구속영장                         |        |        | |      |
| 45   | 9월 14일  | 울신랑은 열아홉                         |        |        | |      |
| 46   | 9월 21일  | 사랑을 돌려줘요                         |        |        | |      |
| 47   | 9월 28일  | 초콜릿 좀 드실래요?                     |        |        | |      |
| 48   | 10월 5일  | 사랑의 볼모                             | 고봉황 | 이재영 | 윤혜경 이한갈 이대로 신귀식 한미진 이현실 임영식 주부진 송승용 정국빈                                                  |      |
| 49   | 10월 12일 | 서른 넷 동갑내기 결혼하기               | 구유숙 | 류시형 | 최성준 최지나 반효정 박주아 홍영자 이재신 이혜근 강애란 최은하 고모정 김형석                                           |      |
| 50   | 10월 19일 | 니 뭐꼬?                                | 안형란 | 이덕건 | 이윤미 이대건 조양자 정의갑 김여랑 최승경 강종영 백시원 변신호 주부진 정영금 성인자 김옥미 윤여운                      |      |
| 51   | 10월 26일 | 사랑에 KO되다!                          |        |        | |      |
| 52   | 11월 2일  | 돌아와 주오                             |        |        | |      |

2015년
| 회차 | 회차 | 방송일   | 부제                       | 부제 |
| ---- | ---- | -------- | -------------------------- | ---- |
| 1화  | 1부  | 1월 1일  | 수호천사를 본 적이 있나요? |      |
| 1화  | 2부  | 1월 5일  | 수호천사를 본 적이 있나요? |      |
| 1화  | 3부  | 1월 6일  | 수호천사를 본 적이 있나요? |      |
| 1화  | 4부  | 1월 7일  | 수호천사를 본 적이 있나요? |      |
| 1화  | 5부  | 1월 8일  | 수호천사를 본 적이 있나요? |      |
| 2화  | 1부  | 1월 12일 | 양띠 부부의 100년 이야기   |      |
| 2화  | 2부  | 1월 13일 | 양띠 부부의 100년 이야기   |      |
| 2화  | 3부  | 1월 14일 | 양띠 부부의 100년 이야기   |      |
| 2화  | 4부  | 1월 15일 | 양띠 부부의 100년 이야기   |      |
| 3화  | 1부  | 1월 19일 | 평행선은 만난다            |      |
| 3화  | 2부  | 1월 20일 | 평행선은 만난다            |      |
| 3화  | 3부  | 1월 21일 | 평행선은 만난다            |      |
| 3화  | 4부  | 1월 22일 | 평행선은 만난다            |      |
| 4화  | 1부  | 1월 26일 | 시인과 결혼한 아나운서     |      |
| 4화  | 2부  | 1월 27일 | 시인과 결혼한 아나운서     |      |
| 4화  | 3부  | 1월 28일 | 시인과 결혼한 아나운서     |      |
| 4화  | 4부  | 1월 29일 | 시인과 결혼한 아나운서     |      |
| 5화  | 1부  | 2월 3일  | 25년 간의 썸               |      |
| 5화  | 2부  | 2월 4일  | 25년 간의 썸               |      |
| 5화  | 3부  | 2월 5일  | 25년 간의 썸               |      |
| 5화  | 4부  | 2월 6일  | 25년 간의 썸               |      |
| 6화  | 1부  | 2월 9일  | 철벽남녀의 초고속 결혼     |      |
| 6화  | 2부  | 2월 10일 | 철벽남녀의 초고속 결혼     |      |
| 6화  | 3부  | 2월 11일 | 철벽남녀의 초고속 결혼     |      |
| 6화  | 4부  | 2월 12일 | 철벽남녀의 초고속 결혼     |      |

## 결방
- 2003년 2월 2일 : 2부작 특집극 《달중씨의 신데렐라》 편성으로 인한 결방.[3]